# Franklin (Ohio)
Franklin é uma cidade localizada no estado norte-americano de Ohio, no Condado de Warren.

## Demografia
Segundo o censo norte-americano de 2000, a sua população era de 11.396 habitantes.
Em 2006, foi estimada uma população de 12.695, um aumento de 1299 (11.4%).

## Geografia
De acordo com o United States Census Bureau tem uma área de
24,2 km², dos quais 23,6 km² cobertos por terra e 0,6 km² cobertos por água. Franklin localiza-se a aproximadamente 213 m acima do nível do mar.

## Localidades na vizinhança
O diagrama seguinte representa as localidades num raio de 12 km ao redor de Franklin.